# 高萩市
高萩市（たかはぎし）は、茨城県北東部の県北地域に位置する市。東は太平洋に面し、西は阿武隈山地（多賀山地）の山間部となっている。

## 地理
市域は山間部と海岸部からなり、その面積の約85%が山林原野である。山から海に向かって大北川、関根川、花貫川の三つの川が流れるが、このうち大北川の下流は北茨城市に入る。

### 山
- 堅破山(658.3m)
- 土岳(599.7m)
- 横根山(389.4m)
- 都室山(449.4m)

### 河川
- 大北川
- 関根川
- 花貫川

### 湖沼・ダム
- 花貫ダム
- 小山ダム

### 島・岩礁
- 大咲浪
- 小咲浪

### 隣接している自治体
- 茨城県
  - 北茨城市
  - 日立市
  - 常陸太田市
- 福島県
  - 東白川郡塙町

## 歴史
古代の常陸国多賀郡の地である。1602年に戸沢政盛の領地となり、松岡藩が成立したが、戸沢氏は1622年出羽へ移封され、1646年以降は水戸藩家老中山氏の知行地となった。

### 沿革
- 1897年（明治30年）2月25日 - 日本鉄道磐城線（現在の常磐線） 水戸 - 平（現・いわき）間が開業。
- 1937年（昭和12年）10月1日 - 松原町が高萩町に改称。
- 1954年（昭和29年）11月23日 - 高萩町・松岡町・高岡村・黒前村の一部（福平）・櫛形村の一部（友部の一部）と合併し、高萩市が発足。
- 1974年（昭和49年） - 市制20周年を記念し「高萩市民の歌」を制定。
- 1988年（昭和63年）3月24日 - 常磐自動車道高萩ICが供用開始。
- 2011年（平成23年）3月11日 - 東北地方太平洋沖地震（東日本大震災）により、高萩市では震度6強の強い揺れを記録。市役所本庁舎及び第2・第3庁舎が大きく破損し崩壊の恐れがあったため、市役所は同月28日より総合福祉センターなど市内の複数の建物に仮移転して業務を行った。破損した市庁舎は解体[2][3]。
- 2016年 (平成28年) 12月28日 - 茨城県北部でマグニチュード6.3の地震が発生し、高萩市では震度6弱の強い揺れを観測した。[4]
- 2017年（平成29年）9月19日 - 市役所の新庁舎が完成し、新庁舎での業務開始[5]。
- 2020年（令和2年）4月13日 - 新型コロナウイルス感染症の拡大に伴い、公立小中学校の臨時休校が行われる[6]。

### 行政区域変遷
- 変遷の年表

| 高萩市市域の変遷（年表） | 高萩市市域の変遷（年表） | 高萩市市域の変遷（年表） |
| 年                       | 月日                     | 現高萩市市域に関連する行政区域変遷 |
| ------------------------ | ------------------------ | --- |
| 1889年（明治22年）       | 4月1日                   | 町村制施行により、以下の町村が発足する。 - 松原町 ← 秋山村・島名村・安良川村・高萩村・伊師村の一部 - 松岡村 ← 高戸村・上手綱村・下手綱村・赤浜村 - 高岡村 ← 横川村・大能村・上君田村・下君田村・若栗村 - 黒前村 ← 黒坂村・高原村・山部村・福平村 - 櫛形村 ← 友部村・伊師本郷・伊師村の残部 |
| 1928年（昭和3年）        | 4月17日                  | 松岡村が町制施行し松岡町となる。 |
| 1937年（昭和12年）       | 10月1日                  | 松原町が高萩町に改称。 |
| 1954年（昭和29年）       | 11月23日                 | 高萩町・松岡町・高岡村・黒前村の一部（福平）・櫛形村の一部（友部の一部）と合併し、高萩市が発足。 |
| 1955年（昭和30年）       | 2月11日                  | 高萩市の友部が黒前村・櫛形村とともに合併し十王村が発足。 |
| 1957年（昭和32年）       | 7月1日                   | 北茨城市中郷町日棚の一部が高萩市に編入。 |

- 変遷表

| 高萩市市域の変遷 | 高萩市市域の変遷 | 高萩市市域の変遷    | 高萩市市域の変遷 | 高萩市市域の変遷             | 高萩市市域の変遷                                                    | 高萩市市域の変遷             | 高萩市市域の変遷 |
| 1868年 以前      | 1868年 以前      | 明治元年 - 明治22年 | 明治22年4月1日   | 明治22年 - 昭和19年          | 昭和20年 - 昭和64年                                                 | 平成元年 - 現在              | 現在             |
| ---------------- | ---------------- | ------------------- | ---------------- | ---------------------------- | ------------------------------------------------------------------- | ---------------------------- | ---------------- |
|                  | 秋山村           | 秋山村              | 松原町           | 昭和12年10月1日 高萩町に改称 | 昭和29年11月23日 高萩市                                             | 高萩市                       | 高萩市           |
|                  | 島名村           |                     | 松原町           | 昭和12年10月1日 高萩町に改称 | 昭和29年11月23日 高萩市                                             | 高萩市                       | 高萩市           |
|                  | 安良川村         |                     | 松原町           | 昭和12年10月1日 高萩町に改称 | 昭和29年11月23日 高萩市                                             | 高萩市                       | 高萩市           |
|                  | 高萩村           |                     | 松原町           | 昭和12年10月1日 高萩町に改称 | 昭和29年11月23日 高萩市                                             | 高萩市                       | 高萩市           |
|                  | 伊師村の一部     |                     | 松原町           | 昭和12年10月1日 高萩町に改称 | 昭和29年11月23日 高萩市                                             | 高萩市                       | 高萩市           |
|                  | 高戸村           | 高戸村              | 松岡村           | 昭和3年4月17日 町制          | 昭和29年11月23日 高萩市                                             | 高萩市                       | 高萩市           |
|                  | 上手綱村         |                     | 松岡村           | 昭和3年4月17日 町制          | 昭和29年11月23日 高萩市                                             | 高萩市                       | 高萩市           |
|                  | 下手綱村         |                     | 松岡村           | 昭和3年4月17日 町制          | 昭和29年11月23日 高萩市                                             | 高萩市                       | 高萩市           |
|                  | 赤浜村           |                     | 松岡村           | 昭和3年4月17日 町制          | 昭和29年11月23日 高萩市                                             | 高萩市                       | 高萩市           |
|                  | 横川村           | 横川村              | 高岡村           | 高岡村                       | 昭和29年11月23日 高萩市                                             | 高萩市                       | 高萩市           |
|                  | 大能村           |                     | 高岡村           | 高岡村                       | 昭和29年11月23日 高萩市                                             | 高萩市                       | 高萩市           |
|                  | 中戸川新田       | 明治15年 中戸川村   | 高岡村           | 高岡村                       | 昭和29年11月23日 高萩市                                             | 高萩市                       | 高萩市           |
|                  | 上君田村         |                     | 高岡村           | 高岡村                       | 昭和29年11月23日 高萩市                                             | 高萩市                       | 高萩市           |
|                  | 下君田村         |                     | 高岡村           | 高岡村                       | 昭和29年11月23日 高萩市                                             | 高萩市                       | 高萩市           |
|                  | 若栗村           |                     | 高岡村           | 高岡村                       | 昭和29年11月23日 高萩市                                             | 高萩市                       | 高萩市           |
|                  | 日棚村の一部     | 日棚村の一部        | 南中郷村 の一部  | 南中郷村の一部               | 昭和31年3月31日 茨城市 即日改称北茨城市 昭和32年7月1日 高萩市に編入 | 高萩市                       | 高萩市           |
|                  | 福平村           | 福平村              | 黒前村 の一部    | 黒前村の一部                 | 昭和29年11月23日 高萩市                                             | 高萩市                       | 高萩市           |
|                  | 友部村の一部     | 友部村の一部        | 櫛形村 の一部    | 櫛形村の一部                 | 昭和29年11月23日 高萩市 昭和30年2月11日 十王村 昭和31年1月1日 町制  | 平成16年11月1日 日立市に編入 | 日立市           |

## 人口

高萩市中心部周辺の空中写真。
2019年4月28日撮影の12枚を合成作成。。

| |                                        |  |
| 高萩市と全国の年齢別人口分布（2005年） | 高萩市の年齢・男女別人口分布（2005年） |  |
| ■紫色 ― 高萩市 ■緑色 ― 日本全国 | ■青色 ― 男性 ■赤色 ― 女性              |  |
| 高萩市（に相当する地域）の人口の推移 \| 1970年（昭和45年） \| 29,548人 \| \| \| 1975年（昭和50年） \| 30,982人 \| \| \| 1980年（昭和55年） \| 32,436人 \| \| \| 1985年（昭和60年） \| 33,968人 \| \| \| 1990年（平成2年） \| 35,320人 \| \| \| 1995年（平成7年） \| 35,604人 \| \| \| 2000年（平成12年） \| 34,602人 \| \| \| 2005年（平成17年） \| 32,932人 \| \| \| 2010年（平成22年） \| 31,017人 \| \| \| 2015年（平成27年） \| 29,638人 \| \| \| 2020年（令和2年） \| 27,699人 \| \| |                                        |  |
| 総務省統計局 国勢調査より |                                        |  |
| 1970年（昭和45年） | 29,548人                               |  |
| 1975年（昭和50年） | 30,982人                               |  |
| 1980年（昭和55年） | 32,436人                               |  |
| 1985年（昭和60年） | 33,968人                               |  |
| 1990年（平成2年） | 35,320人                               |  |
| 1995年（平成7年） | 35,604人                               |  |
| 2000年（平成12年） | 34,602人                               |  |
| 2005年（平成17年） | 32,932人                               |  |
| 2010年（平成22年） | 31,017人                               |  |
| 2015年（平成27年） | 29,638人                               |  |
| 2020年（令和2年） | 27,699人                               |  |

## 行政
- 市長：大部勝規（2018年3月2日就任、2期目）

### 歴代市長
特記なき場合「統計たかはぎ 平成29年版」による。
| 代 | 氏名       | 就任                       | 退任                       | 備考 |
| -- | ---------- | -------------------------- | -------------------------- | ---- |
| 1  | 小峰威夫   | 1954年（昭和29年）11月23日 | 1958年（昭和33年）12月24日 |      |
| 2  | 安村篤     | 1958年（昭和33年）12月25日 | 1970年（昭和45年）12月24日 |      |
| 3  | 鈴木藤太   | 1970年（昭和45年）12月25日 | 1982年（昭和57年）12月24日 |      |
| 4  | 大高省三   | 1982年（昭和57年）12月25日 | 1986年（昭和61年）1月30日  |      |
| 5  | 鈴木藤太   | 1986年（昭和61年）3月2日   | 1990年（平成2年）3月1日    |      |
| 6  | 大久保清   | 1990年（平成2年）3月2日    | 2002年（平成14年）3月1日   |      |
| 7  | 岩倉幹良   | 2002年（平成14年）3月2日   | 2006年（平成18年）3月1日   |      |
| 8  | 草間吉夫   | 2006年（平成18年）3月2日   | 2014年（平成26年）3月1日   |      |
| 9  | 小田木真代 | 2014年（平成26年）3月2日   | 2018年（平成30年）3月1日   |      |
| 10 | 大部勝規   | 2018年（平成30年）3月2日   | 現職                       |      |

## 議会

### 高萩市議会
- 定数：14人[11][12]
- 任期： 2027年11月23日 - 2027年11月22日[13]
- 議長：寺岡七郎[14]
- 副議長：菊地正芳[14]

### 茨城県議会
（出典：）
- 選挙区：高萩市・北茨城市選挙区
- 定数：2人
- 任期：2023年1月8日 - 2027年1月7日[16]
- 投票日：2022年12月11日[16]
- 当日有権者数：23,354人[17]
- 投票率：39.03％

| 候補者名 | 当落 | 年齢 | 党派名     | 新旧別 | 得票数  | 備考             |
| -------- | ---- | ---- | ---------- | ------ | ------- | ---------------- |
| 大足光司 | 当   | 54   | 無所属     | 新     | 5,175票 |                  |
| 大平望   | 落   | 28   | 無所属     | 新     | 2,576票 |                  |
| 豊田茂   | 当   | 51   | 自由民主党 | 現     | 1,219票 | 推薦：公明党本部 |

※当日有権者数、投票率、得票数は高萩市の結果のみを抽出した。

### 衆議院
（出典：）
- 選挙区：茨城5区 （日立市、高萩市、北茨城市、東海村）
- 任期：2024年10月27日 - 2028年10月26日[21]
- 当日有権者数：22,711人
- 投票率：53.67％

| 当落 | 候補者名 | 年齢 | 所属党派   | 新旧別 | 得票数  | 重複 |
| ---- | -------- | ---- | ---------- | ------ | ------- | ---- |
| 当   | 浅野哲   | 42   | 国民民主党 | 前     | 5,964票 | ○    |
|      | 石川昭政 | 52   | 自由民主党 | 前     | 5,148票 | ○    |
|      | 千葉達夫 | 42   | 日本共産党 | 新     | 791票   |      |

※当日有権者数、投票率、得票数は高萩市の結果のみを抽出した。

## 経済

### 産業
常磐炭田の存在により、明治中期以降は石炭産業が盛んであり、高萩炭鉱、望海炭鉱などの鉱山が開かれていた。しかし、石炭産業の衰退に伴い、木材加工・パルプ加工等に産業の中心はシフト。その後、木材加工・パルプ加工等の産業も需要減により衰退した。農業は水稲のほか、肉牛、乳牛、野菜、花など。海に面するが漁業は盛んではない。市内の松久保・手綱等の工業団地には工場が多く立地する。
- 産業別人口（令和2年）
  - 第1次産業: 0,360人
  - 第2次産業: 4,741人
  - 第3次産業: 7,145人

### 郵便
- 高萩郵便局（集配局）
- 若栗郵便局（集配局）
- 高萩上手綱郵便局
- 高萩島名郵便局
- 高萩東本町郵便局
- 高萩花貫郵便局
- 上君田簡易郵便局

## 姉妹都市・提携都市

### 国内
- 山形県新庄市
  - 1989年、友好都市提携。
- 埼玉県飯能市
  - 2003年、友好都市提携。

## 教育施設
- 高等学校
  - 茨城県立高萩高等学校
  - 茨城県立高萩清松高等学校
  - 第一学院高等学校高萩本校
  - 明秀学園日立高等学校高萩キャンパス
- 中学校
  - 高萩市立高萩中学校
  - 高萩市立松岡中学校
  - 高萩市立秋山中学校
- 小学校
  - 高萩市立高萩小学校
  - 高萩市立松岡小学校
  - 高萩市立東小学校
  - 高萩市立秋山小学校
- 図書館
  - 高萩市立図書館
- その他
  - 茨城県畳高等職業訓練校

## コンビニエンスストア
- セブンイレブン
- ローソン
- ファミリーマート
- ニューデイズ
- セイコーマート

以前はココストア（現・ファミリーマート）、ミニストップ、モンペリがあった。

## 交通

### 鉄道路線
- 東日本旅客鉄道
  - ■ 常磐線
    - 高萩駅

市北部の地区は北茨城市の南中郷駅が最寄りとなる。南中郷駅は高萩市を北に出てすぐにある。

### バス路線
- 高速バス

  - ジェイアールバス関東・茨城交通：高萩・日立～東京線（ひたち号）
    - 八潮PAで首都圏新都市鉄道つくばエクスプレスへ乗り継ぎができる。
    - 2021年11月1日改正では東京駅～高萩駅間は常陸多賀駅・日立駅・神峰営業所を経由する便のみの1往復運行となる[22]。

- 市内路線
  - 茨城交通（神峰営業所） ：主に市内北部・西部方面で運行。2019年4月30日までは日立電鉄交通サービスとして運行された。
    - 2021年10月1日より高萩市街地循環線を休止し、利用したいときにバスを呼び出すことができる呼出型最適経路バス「MyRideのるる」を運行している[23]。

  - 椎名観光バス ：市内西部・南部方面で3路線を運行。ジェイアールバス関東は2006年3月31日に高萩市内2路線から撤退し、同路線は翌日から椎名観光バスにより運行されている。椎名観光バスも2024年12月27日をもって高萩市内での運行を休止している。

### 道路
- 高速道路
  - E6常磐自動車道
    - 高萩IC
- 一般国道
  - 国道6号
    - 北方面 - 北茨城・いわき・南相馬・相馬・仙台
    - 南方面 - 日立・東海・ひたちなか・水戸・石岡・土浦・東京

  - 国道461号
    - 西方面 - 常陸太田（旧・里美村）・大子・大田原
    - 南方面 - 日立（旧・十王町）
- 主要地方道
  - 茨城県道10号日立いわき線
  - 茨城県道22号北茨城大子線
  - 茨城県道67号高萩インター線
- 一般県道
  - 茨城県道・福島県道111号高萩塙線
  - 茨城県道227号上君田大能線
  - 茨城県道230号高萩友部線
  - 茨城県道245号上君田小妻線
- その他
  - 県北東部広域農道

## 名所・旧跡・観光スポット・祭事・催事
- 花園花貫県立自然公園
- 花貫ダム
- 小山ダム
- 高戸海岸（日本の渚百選）
- 松岡城跡
- 畳工芸美術館
- 菊池寛実記念高萩炭礦資料館
- 高萩市歴史民俗資料館（長久保赤水記念館）
- 安良川八幡宮の爺杉（国の天然記念物）
- 丹生神社の棒ささら
- 高萩まつり
- 琵琶墓古墳
- 赤浜1号古墳
- 穂積家住宅

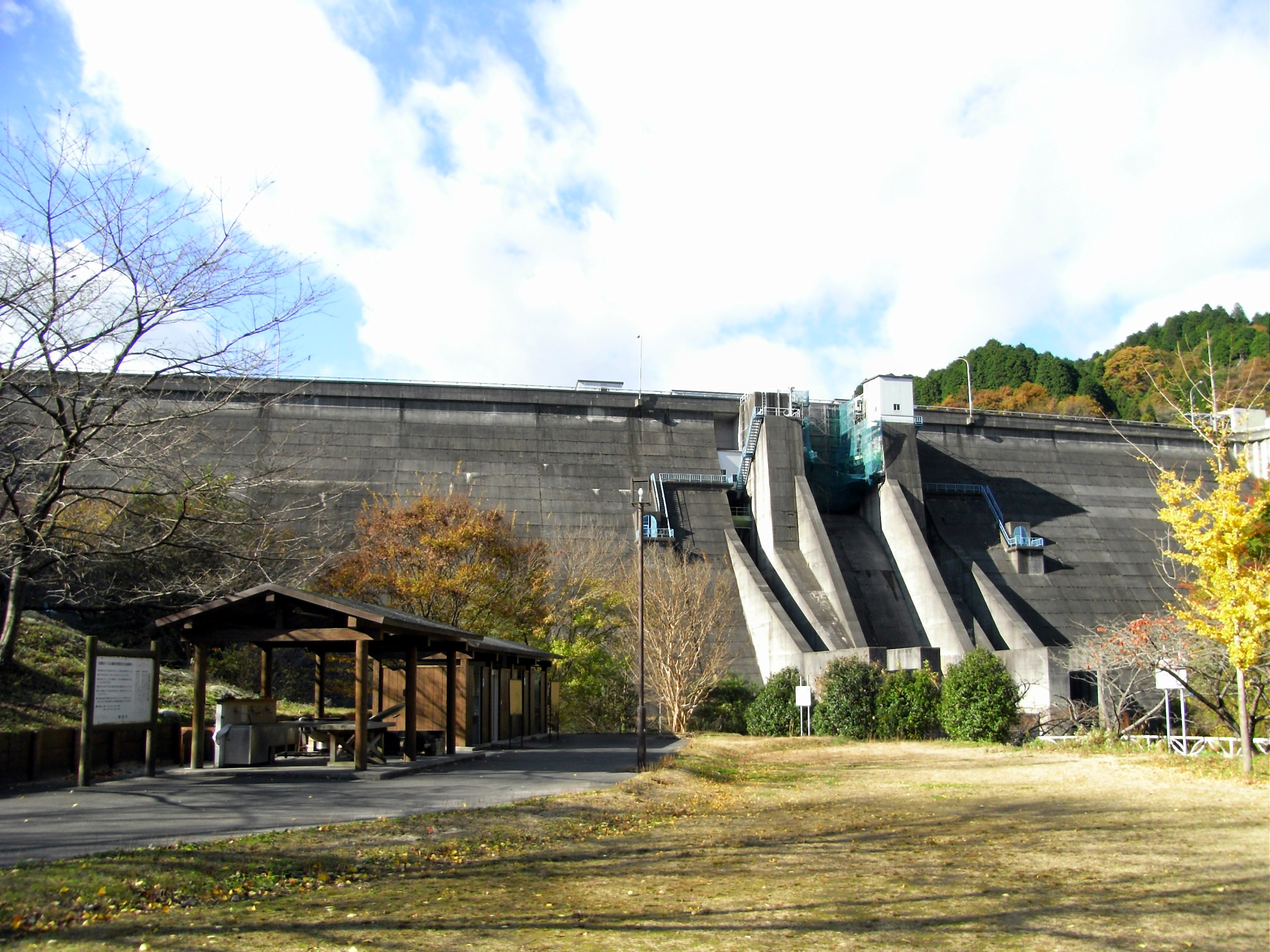
花貫ダム

- 高萩市衛星通信記念公園（愛称：さくら宇宙公園；KDDI茨城衛星通信センター跡地）
- ボーイスカウト日本連盟「大和の森高萩スカウトフィールド[24]」

## 出身有名人
- 中山信吉 - 武将、水戸藩附家老
- 長久保赤水 - 地理学者
- 松村任三 - 植物学者、初代小石川植物園長
- 古木優 - 作家
- 江尻亮 - 元プロ野球選手・監督（大洋ホエールズ）、元ロッテ監督
- 大藤晋司 - アナウンサー（中京テレビ→テレビ北海道）
- 草間吉夫 - 元高萩市長
- 小田木真代 - 元高萩市長、元茨城県議会議員
- 大部勝規 - 高萩市長

## ロケが実施されたドラマ
- NHK連続テレビ小説『ひよっこ』・『ひよっこ2』：個人宅を使用のため詳細な場所は非公表 [25]海岸では、大河ドラマの龍馬伝などが撮影されている。